# Перемога (футбольный клуб)
«Перемога» (с укр. — «Победа») — украинский футбольный клуб из Днепра. Домашние матчи проводил на стадионе «Олимпийские резервы».

## История
Клуб основан 15 ноября 2017 года под названием «Дон Гирос» (англ. Don Gyros) в честь бара, которым владел президент клуба Фемис Сагиров. Весной 2018 года команда получила название «Перемога» в честь одноимённого жилищного массива в Днепре. Первоначально команда участвовала в товарищеском турнире «Пульс» в формате 8 на 8. Команда стала бронзовым призёром турнира памяти Романа Шнейдермана и дошла до 1/4 финала Кубка Максима Белого. В 2018 году команда стала чемпионом и обладателем Кубка Днепра. Тренером команды являлся Геннадий Жилкин.
В сезоне 2018/19 впервые приняла участие в любительском чемпионате и кубке Украины. Перед началом сезона 2019/20 руководство клуба подало документы для участия во Второй лиге Украины, однако в этом «Перемоге» было отказано. После этого руководство клуба заявило, что такое решение было продиктовано коррупцией в украинском футболе, в связи с чем оно намерено подать иск в суды на Украине и Спортивный арбитражный суд. В итоге «Перемога» отозвала иски к Профессиональной футбольной лиге Украины и Украинской ассоциации футбола, а УАФ лишило команду девяти очков в любительском чемпионате Украины за обращение в суды общей юрисдикции.
В августе 2020 года команду возглавил Евгений Яровенко, а в его тренерский штаб вошли Олег Таран и Сергей Башкиров. Летом 2020 года руководство «Перемоги» подало заявку на участие во Второй лиге Украины 2020/21 и клуб был допущен к розыгрышу турнира. 29 августа 2020 года команда стартовала в Кубке Украины и в первом предварительном раунде уступила кременчугскому «Кремню» (0:2). Свой первый матч во Второй лиге Украины команда сыграла 6 сентября 2020 года против «Балкан» из Одесской области (0:0).
В 2022 году, после российского вторжения в Украину, клуб прекратил выступления на профессиональном уровне и был расформирован.

## Стадион

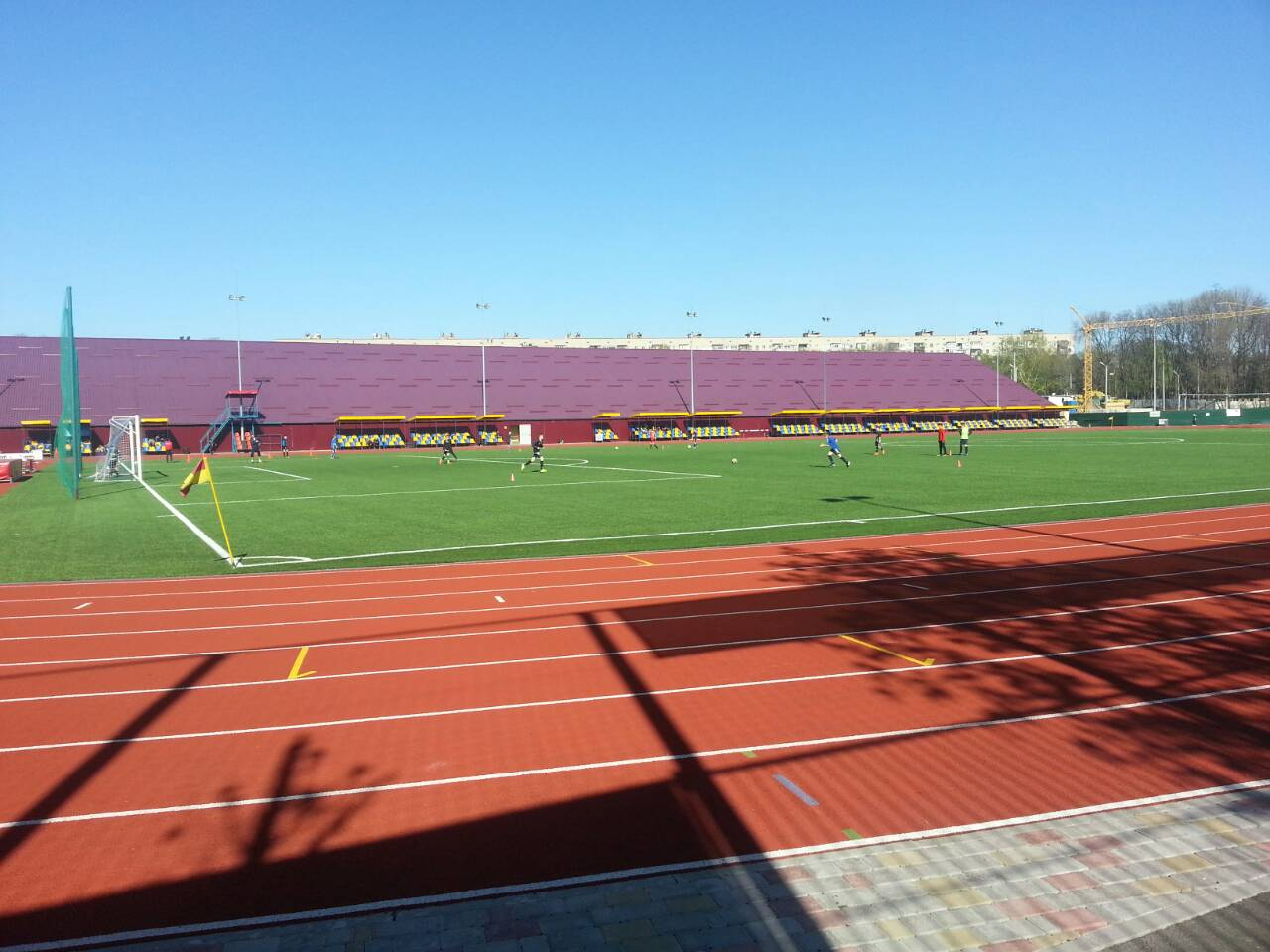
Стадион «Олимпийские резервы»

«Перемога» играла на стадионе «Олимпийские резервы», где в 2017 году прошёл капитальный ремонт.

## Выступления в чемпионатах Украины
| Сезон   | Дивизион            | Место в чемпионате | И  | В  | Н | П | ГЗ | ГП | О  | Кубок Украины                | Примечания                                                                     |
| ------- | ------------------- | ------------------ | -- | -- | - | - | -- | -- | -- | ---------------------------- | ------------------------------------------------------------------------------ |
| 2020/21 | Вторая лига Украины | 9 из 13            | 22 | 5  | 8 | 9 | 21 | 29 | 23 | Первый предварительный раунд |                                                                                |
| 2021/22 | Вторая лига Украины | 3 из 16            | 20 | 12 | 3 | 5 | 34 | 14 | 39 | Второй предварительный раунд | Розыгрыш был прерван в феврале 2022 года из-за российского вторжения в Украину |

## Главные тренеры
- Фемис Сагиров (2017—2018)
- Геннадий Жилкин (2018—2020)
- Евгений Фетисов (2020)
- Евгений Яровенко (2020)
- Павел Таран (2020—2021)
- Дмитрий Рябой (2021)
- Сергей Воробей (2021—2022)